# Schönkirchen-Reyersdorf
Schönkirchen-Reyersdorf je městys v Rakousku ve spolkové zemi Dolní Rakousy v okrese Gänserndorf.

## Geografie

### Geografická poloha
Schönkirchen-Reyersdorf se nachází ve spolkové zemi Dolní Rakousy v regionu Weinviertel na území Vídeňské pánve. Rozloha území městyse činí 17,89 km², z nichž 2,3 % je zalesněných.

### Části obce
Území městyse Schönkirchen-Reyersdorf se skládá ze dvou částí:
- Reyersdorf
- Schönkirchen

### Sousední obce
- na severu: Matzen-Raggendorf
- na východě: Prottes
- na jihu: Gänserndorf
- na západě: Auersthal

### Geologie
Od raného novověku byla v této části Vídeňské pánve známa ložiska zemního plynu a nafty, exploatovaná až od konce 19. století.

## Historie
Významná archeologická lokalita z doby stěhování národů - pohřebiště Avarů ze 6.– 7. století se rozkládá v sousedství rafinérie ropy. Obec Schönkirchen se poprvé připomíná k roku 1100 a obec Reyersdorf roku 1115. Za napoleonských válek byli do schönkirchenského zámku z bojišť u Aspern a Wagramu dopravováni zranění vojáci a zámek byl proto roku 1809 adaptován na polní nemocnici.
Obě obce byly spojeny v jednu roku 1971.

## Památky
- Zámek Schönkirchen - raně barokní stavba, zámek zbudovali Carettové na místě hradu, který založili Schönkirchové[1], stavba prošla vlastnictvím mnoha majitelů, naposledy upravovaná v neoklasicistním stylu v 1. třetině 19. století; je obklopena zpustlým anglickým parkem s ohradní zdí
- Farní kostel sv. Marka, ve zdivu středověký, přestavěn v barokním slohu v letech 1695-1698, kdy přibyla také Loretánská kaple; v nadpraží portálu kartuše s dedikací zakladatele, jímž byl Nicolaus Wilhelm Becker, baron z Wallhornu. Původ je spojen s pány ze Schönkirchenu, rodu rozšířeného v 17.-19. století také do Čech.
- Filiální kostel sv. Leonarda - hřbitovní, původně románská stavba
- Schwedenkreuz - zděná výklenková kaple na místě původního kříže, upomíná na rabování švédského vojska za Třicetileté války (1645), do výklenku vsazena mariánská socha s litinovou pamětní deskou Adalberta Suchomela z roku 1886
- Barokní sochy sv. Jana Nepomuckého a sv. Floriána za 18. století

## Politika

### Obecní zastupitelstvo
Obecní zastupitelstvo se skládá z 19 členů. Od komunálních voleb v roce 2015 zastávají následující strany tyto mandáty:
- 8 PETER
- 6 SPÖ
- 5 ÖVP

### Starosta
Nynějším starostou městyse Schönkirchen-Reyersdorf je Peter Hofinger ze strany PETER.